# إليجاه سايمور
إليجاه سايمور (بالإنجليزية: Elijah Seymour)‏ هو لاعب كرة قدم بريطاني في مركز الوسط، ولد في 5 نوفمبر 1998 في جورج تاون في جزر كايمان. لعب مع نادي أونياو دا ماديرا.

## وصلات خارجية
- إليجاه سايمور على موقع قاعدة بيانات كرة القدم.إي يو (الإنجليزية)
- إليجاه سايمور على موقع ناشيونال فوتبول تيمز (الإنجليزية)
- إليجاه سايمور على موقع Soccerway.com (الإنجليزية)